# Ninfa de la Caracola
La Nínfa de la Caracola es una estatua y fuente de hierro fundido situada en una glorieta del Parque de la ciudad española de Málaga, y que recibe el apodo de "La Muñeca" al haberse ubicado cerca de unos corralones que llevaban ese nombre.
La escultura tiene una altura de 1,60 metros y representa a una ninfa que se encuentra sobre una fuente y elevada sobre un pedestal rocoso que vierte agua desde una caracola que sujeta en sus brazos.
Fue encargada por el ingeniero José María de Sancha a la fundición francesa A. Durenne que la construyó en Sommevoire entre 1877 y 1878. La estatua se instaló inicialmente en la Plaza de la Victoria, pero en 1922 se trasladó al Parque de Málaga y allí permaneció en una de sus glorietas siendo protagonista de muchas postales.
En 1970 tuvo que ser retirada debido a que había sido dañada. Tras muchos años almacenada, fue restaurada por Salvador Parra en el Taller de Restauración del Patrimonio Histórico Artístico del Ayuntamiento en 2007 y restituida a su ubicación en el Parque, cerca de la Ninfa del Cántaro.